# Boule des moines
Pour les articles homonymes, voir Moine (homonymie).
La boule des moines est un fromage français. Il est fabriqué depuis 1920 par les moines de l'abbaye bénédictine de Sainte-Marie-de-la-Pierre-qui-Vire, au sud de l'Yonne, dans le Morvan. Depuis 1988, l'exploitation de la ferme proche de l'abbaye et la production du fromage sont confiées à des agriculteurs.
Ce fromage doux est aromatisé avec de l'ail, de la ciboulette et du poivre moulu. Il est fabriqué à partir de lait de vache cru frais.
Ce fromage se consomme frais. Il n'y a pas de maturation notable avant la mise en vente.
La même abbaye produit également le fromage de l'Abbaye de la Pierre-Qui-Vire et la boulette de la Pierre-qui-Vire.

## Autres renseignements
- 45 % de matières grasses
- Forme : boule, diamètre 10 cm
- Hauteur : 4 cm
- Poids : 150 g